# 118. domobranska pukovnija HV
118. domobranska pukovnija Hrvatske vojske sa sjedištem u Gospiću utemeljena je 1. listopada 1994. godine, u čiji sastav ulaze Domobranska bojna Gospić, Domobranska bojna Lovinac, 3. bojna 133. brigade 'Ban Josip Jelačić' iz Otočca i skupine dragovoljaca s područja Paga, Raba i Senja. 

## Povjesnica
Po osnutku postrojba preuzima crtu bojišnice na Perušičkoj kosi u okolici Gospića. Tijekom operacije Bljeska, 2. bojna 118. domobranske pukovnije učinkovito sudjeluje u oslobađanju do tada okupiranih dijelova zapadne Slavonije.
Tijekom sudjelovanja u operaciji Oluja, 118. domobranska pukovnija iznimno uspješno izvršava postavljene ratne zadaće na četiri zahtjevna smjera. Među ostalim, djelovala je na pomoćnom smjeru Novi Lički Osik – Ljubovo – Bunić, zajedno sa snagama 9. gardijske brigade (osim 2. bojne 9. gbr HV koje je bila priključena OG Sjeveru), 118. domobranska pukovnija i 111. brigada HV-a.

## Vanjske poveznice

### Sestrinski projekti
|  | Wikiknjige imaju gradivo o temi Domovinski_rat/Sadržaj/Hrvatske_postrojbe |